# ティモシー・ローズ
ティモシー・ローズ（Timothy D. Rose、1956年7月17日 - ）は、アメリカ合衆国の俳優、人形使い。
映画スター・ウォーズシリーズのアクバー提督のパペット操作を演じている。

## 出演作品

### 映画
- ダーククリスタル The Dark Crystal (1982)
- スター・ウォーズ エピソード6/ジェダイの帰還 Star Wars: Episode VI Return of the Jedi (1983)（アクバー提督/サレシャス・B・クラム/パロウィック）
- オズ Return to OZ (1985)（ティック・トック）
- ハワード・ザ・ダック/暗黒魔王の陰謀 Howard the Duck (1986)（ハワード・T・ダック）
- マペットのクリスマス・キャロル The Muppet Christmas Carol (1992)
- スター・ウォーズ/フォースの覚醒 Star Wars: The Force Awakens (2015)（アクバー提督）
- スター・ウォーズ/最後のジェダイ Star Wars: The Last Jedi (2017)（アクバー提督）